# Armenischer Kulturerbe-Park

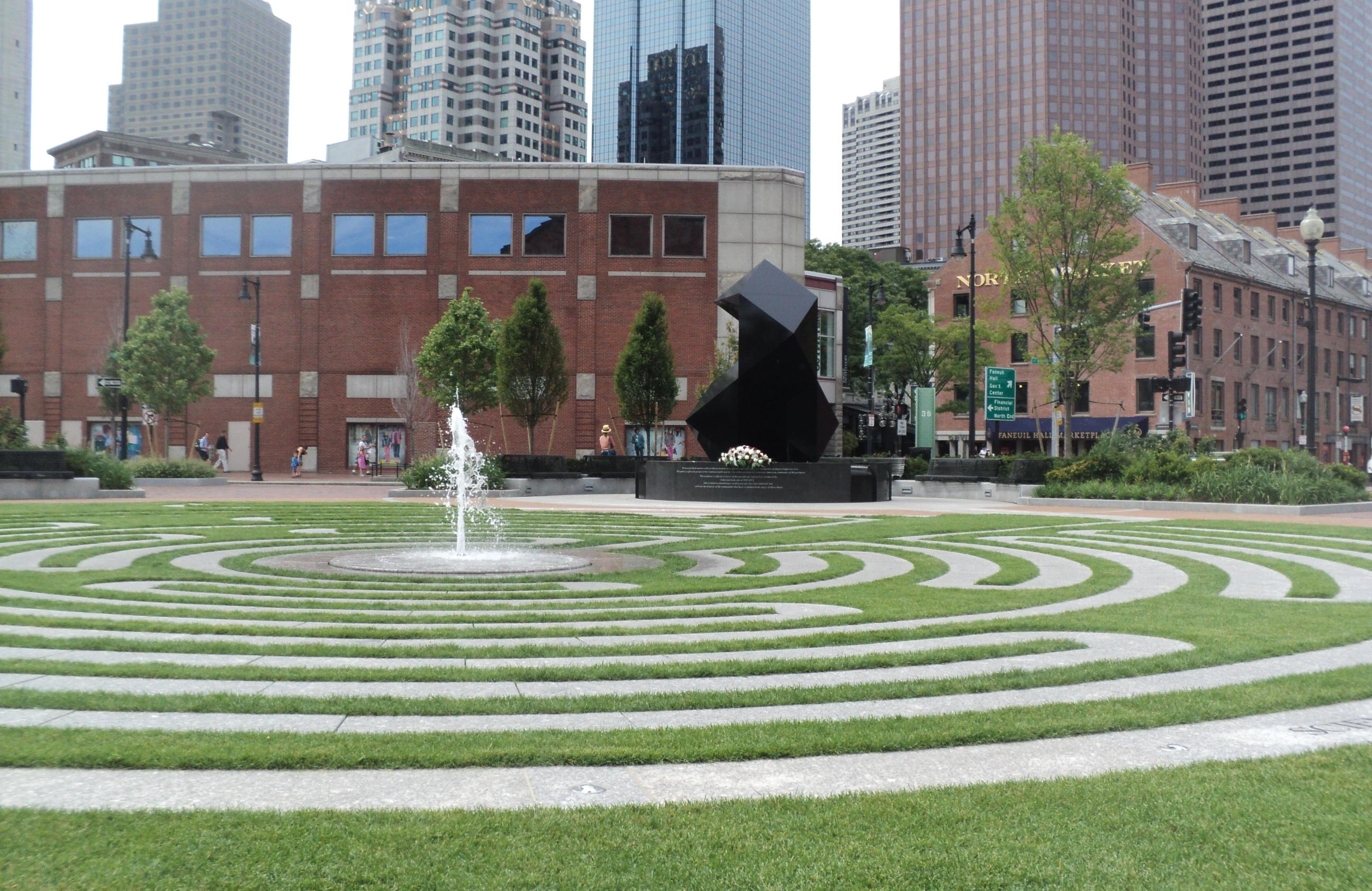
Der Armenische Kulturerbe-Park in Boston

Der Armenische Kulturerbe-Park (englisch Armenian Heritage Park) ist ein den Opfern des Völkermords an den Armeniern im Osmanischen Reich gewidmeter Gedächtnispark in Boston, Massachusetts. Er befindet sich an der Parzelle 13 des Rose Kennedy Greenway zwischen der Faneuil Hall und dem Christopher-Columbus-Park. Die Grundsteinlegung erfolgte am 9. September 2010.
Das Denkmal umfasst als zentrales Element eine Skulptur, die von einem reflektierenden Gewässer umrundet ist. Die Skulptur hat 24 bis 26 verschiedene Konfigurationen, welche die Zerstreuung der Diaspora und zugleich das Zusammenkommen von Einwanderern aus verschiedenen Ländern symbolisiert. Der andere Teil ist ein Graslabyrinth, das nicht nur den armenischen Beitrag zu den Vereinigten Staaten würdigt, sondern auch den allgemeinen Weg des Lebens repräsentiert.
Die Armenian Heritage Foundation, die aus Dutzenden armenisch-amerikanischen Religions-, Kultur und anderen Organisationen in und um Massachusetts besteht, sammelte 5 Millionen bis 6 Millionen US-Dollar für die Errichtung des Gedächtnisparks.
Beim ersten Spatenstich am 22. Mai 2012 waren der Gouverneur Deval Patrick, Karekin II., Katholikos aller Armenier, Rachel Kaprielian in ihrer Eigenschaft als Registrar of Motor Vehicles, der Sheriff des Middlesex County Peter Koutoujian, Bostons Bürgermeister Thomas Menino und viele Amerikaner armenischer Herkunft sowie Stadt- und Staatsbeamte zugegen.
Die Bauzeit des Parks wurde zunächst auf eine Dauer von zwölf Monaten angesetzt, zog sich allerdings länger hin; die Eröffnung erfolgte schließlich am 22. Mai 2012. Der armenische Minister für Auswärtige Angelegenheiten Edward Nalbandjan und der Gouverneur Deval Patrick begleiteten hunderte Anwesende von der armenischen Gemeinde bei der Einweihung des Parkes.

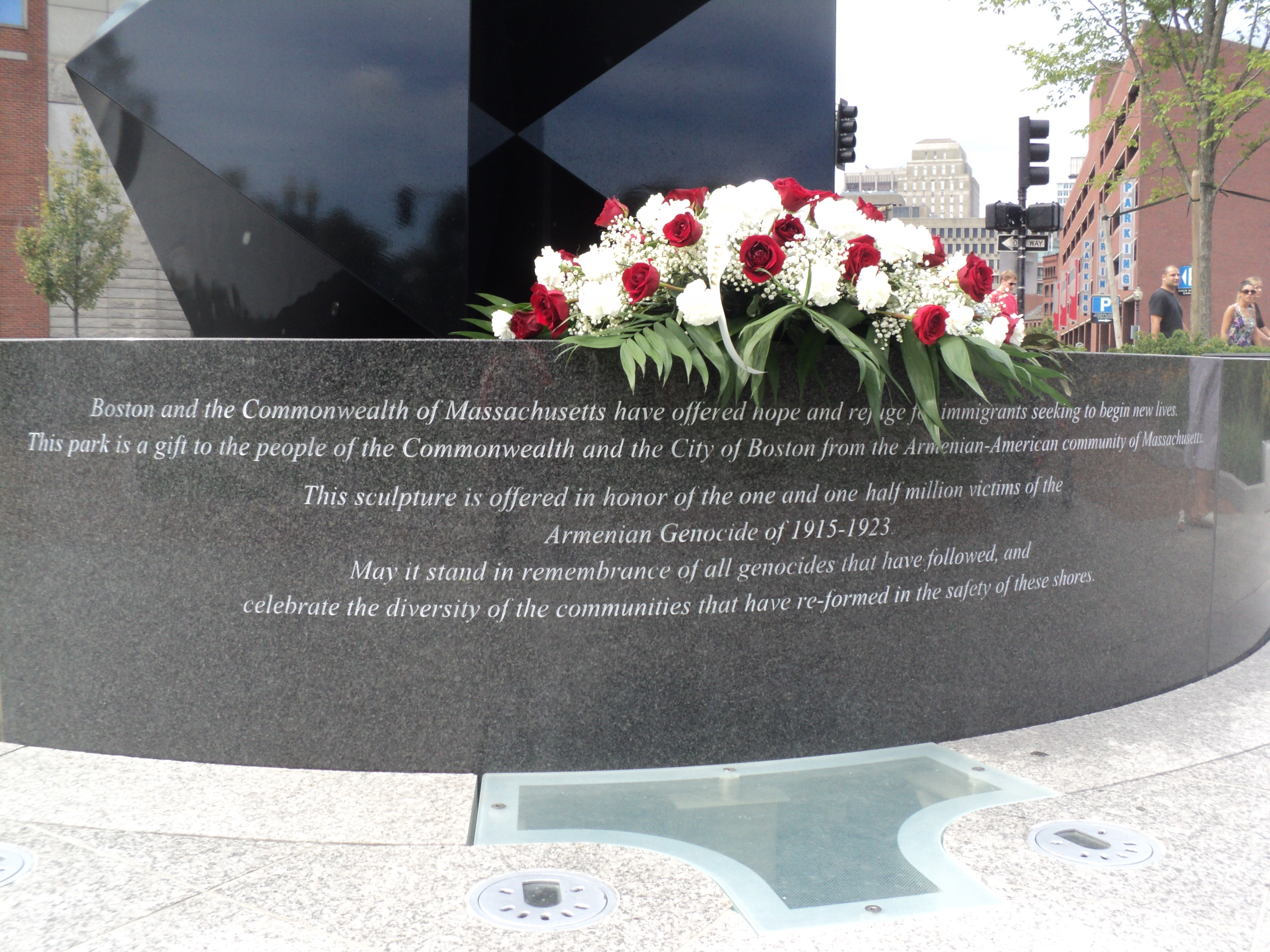
Die Inschrift
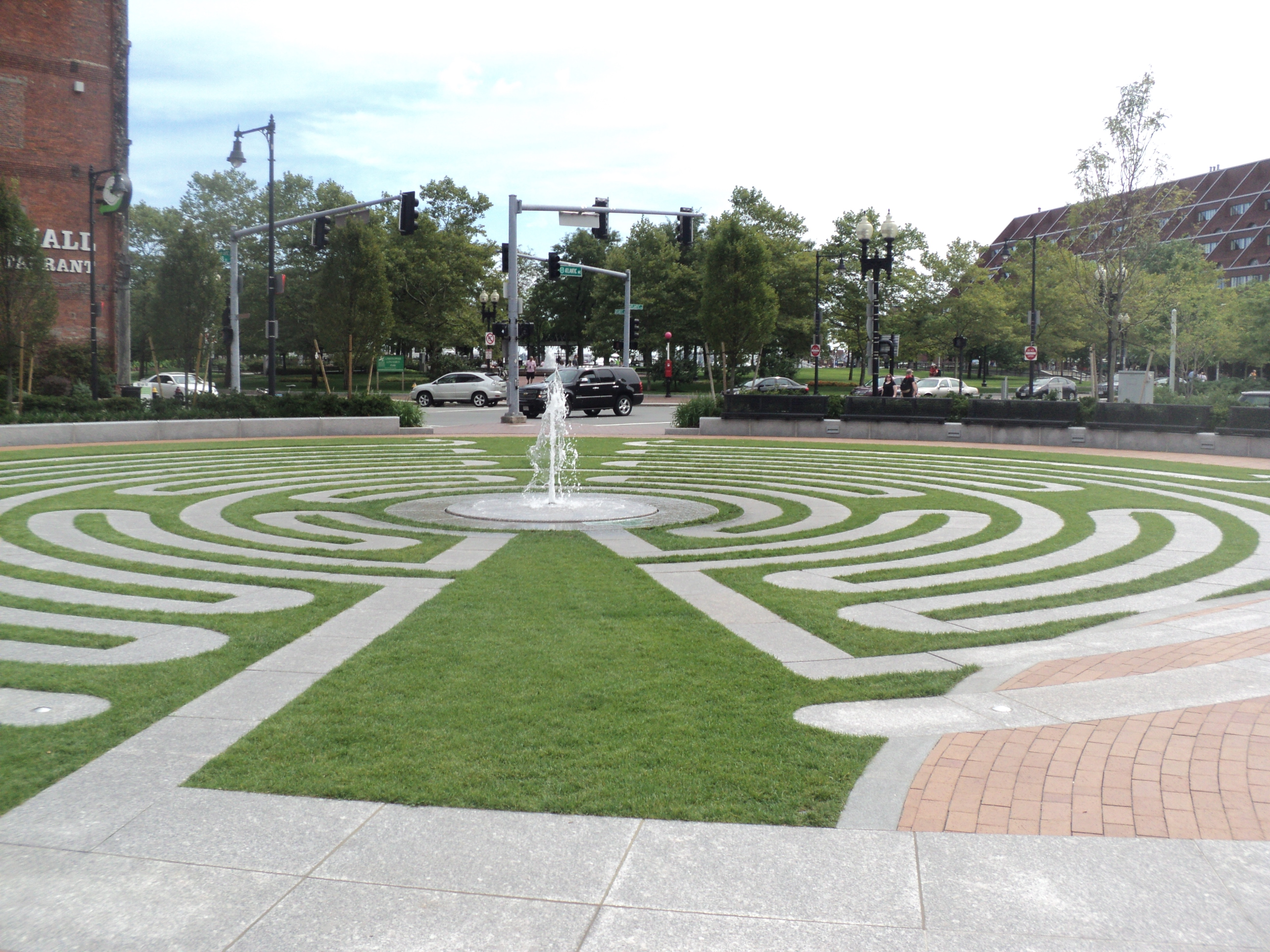
Das Labyrinth
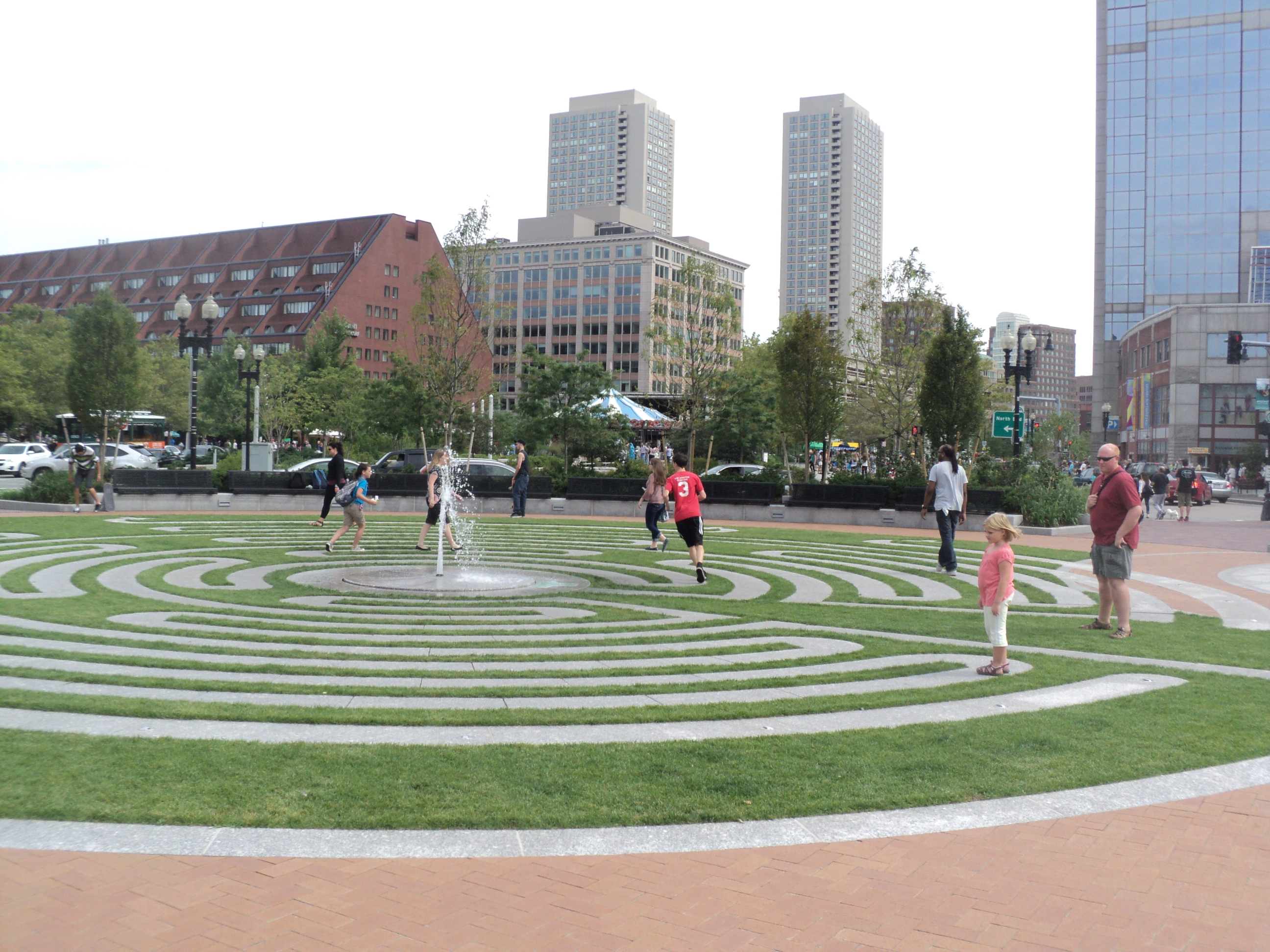
Weg durch das Labyrinth